# Knight Online
Knight Online ist ein 2003 erstmals gestartetes, clientbasiertes MMORPG des südkoreanischen Entwicklers Mgame (bis 2003 Wizgate). Es spielt in der fiktiven mittelalterlichen Welt Carnac, auf der sich die zwei Völker El Morad und Karus in einem endlosen Krieg befinden. Nach Angaben des Betreibers sind mehr als 4 Millionen Spieler für die englischsprachige Version registriert und es sind fast 300.000 Spieler gleichzeitig online. Das Spielen Server gegen Server, in der Größenordnung von Hunderten von Spielern war bisher nicht bekannt und ist einzigartig. 2014 wurde offiziell die Zahl von 10 Mio. Spielern (Abos) übertroffen, wobei die Spieleranzahl aufgrund des Free-to-play-Systems bei knappen 17 Mio. Spieler liegt. Der Hauptspielersatz liegt im Asiatischen und türkischen Raum.

## Anbieter
Der Titel wurde von verschiedenen Anbietern weltweit lizenziert und wurde bzw. wird in lokalisierten Versionen angeboten.
- Südkorea: Der Entwickler Mgame ist auch der Betreiber.
- China: Sohu, ein chinesischer Suchmaschinen/Internetportal-Betreiber expandierte mit dem Titel in den Bereich der MMOGs. Die Lizenzvereinbarung mit dem Entwickler Wizgate erfolgte im November 2002. Nach einer Betapahase startete der kommerzielle Spielbetrieb zum Ende des zweiten Quartals 2003.[4][5] Das Spiel war auf dem chinesischen Markt nur mäßig erfolgreich[6] und Ende 2006 wurde der Spielbetrieb eingestellt.
- Malaysia: Terra ICT (2005 umbenannt in eGames) startete einen offenen Beta-Test im Januar 2004.[7][8] Kommerzieller Start war im Juli 2004.
- Japan: Anbieter ist Gonzo Rossi, ein Schwesterunternehmen von GONZO unter dem Dach der GDH-Gruppe. Bis 2005 hieß der Anbieter Warp Online.[9]
- Nordamerika/weltweit: K2 networks startete den kommerziellen Spielbetrieb auf US-amerikanischen Servern im Dezember 2004.[10] Im Oktober 2005 wurden 2 Mio. registrierte und 40.000 gleichzeitig aktive Spieler gemeldet.[11]

## Hintergrundgeschichte
Logos, der Gott aller Dinge, erschafft die Welt Carnac und die Menschen, doch vergisst er einen Teil seiner Energie, aus denen Pathos entsteht. Dieser, angetrieben durch Rache und Hass, bringt den Tod auf die Welt, um das Gleichgewicht wiederherzustellen, entsteht Akara, die Göttin des Lebens. Wegen der Zerstörung, die Pathos über Carnac bringt, beschließt Akara, einen neuen Gott zu erschaffen: Cypher. Mit seiner Hilfe will sie Pathos endgültig besiegen. Doch der Kampf endet unerwartet in der Verschmelzung der beiden Götter. Das Land verändert sich und wird giftig und unbewohnbar. Die Menschen ergreifen die Initiative und versuchen das Unheil, das sie in dem Gott Pathos-Cypher sehen, zu vernichten. Die Unternehmung ist erfolgreich, und sie sind, mit der Hilfe des Gottes Logos, in der Lage, Pathos-Cypher zu töten. Aber durch einen letzten Fluch des Gottes entstehen die Orcs, und es kommt zum endlosen Krieg der Orcs und der Menschen.
(Die Namen sind gleichzeitig auch die verschiedenen Servernamen)

## Spielablauf
Der Spieler entscheidet sich für eine der beiden Seiten, entweder das menschliche Königreich El Morad oder die Orc-Stämme Karus.
Der Spieler kann, wie in anderen MMORPG auch, unter 4 Klassen wählen: Magier, Krieger, Priester oder Dieb. Diese besitzen unterschiedliche Fähigkeiten und Weiterentwicklungsmöglichkeiten.
Das Spiel wird mit der Maus und der Tastatur gesteuert, damit bewegt man seine Spielfigur und interagiert mit der Welt. Um seine Spielfigur weiterzuentwickeln, tötet man NPC-Monster oder löst Quests (Aufgaben), diese geben Erfahrungspunkte, nach einer bestimmten Anzahl steigt der Charakter in ein neues Level auf. Mit steigendem Level wird der Charakter besser und erhält mehr Fähigkeiten. Je höher das Level, umso mehr Erfahrungspunkte werden benötigt. Ab Level 60 ist es dem Spieler möglich, eine sogenannte Master Quest zu machen. Durch diese erhält er neue Fähigkeiten und kann in eine neue Rüstungsklasse aufsteigen. Das aktuelle Maximum des Spiels ist Level 83, welches mit der neuen Version um 3 Level heraufgesetzt wurde. Die neue Version wurde am 22. Oktober 2008 veröffentlicht.
Getötete NPC-Monster lassen Gegenstände fallen, diese können benutzt, verkauft oder auch erweitert werden (upgrade).
Der Spieler hat die Möglichkeit, sich mit anderen Spielern in einer 2–8 Mann starken Gruppe zusammenzuschließen, das hat den Vorteil, dass man dadurch mehr Erfahrungspunkte erhält.

## PvP
Hauptteil des Spiels ist das PvP, also der Kampf Spieler gegen Spieler. Der Kampf findet zwischen den beiden Fraktionen El Morad und Karus statt. Bei dem sogenannten PvP geht es darum Spieler der gegnerischen Fraktion zu eliminieren. Pro „eliminierten“ Gegner gibt es National Points (National-Punkte).

Jede Fraktion hat eine eigene Liste für die besten Spieler. Diese erhalten ein besonderes Symbol vor ihrem Namen und können sich einmal am Tag eine bestimmte Summe an Noah (Spielgeld) bei einem NPC abholen. Dazu gibt es noch eine Liste der 5 besten Clans jeder Fraktion, die mit einer Fahne ihres Clansymbols in der eigenen Hauptstadt und der gemeinsamen Hauptstadt (Moradon) geehrt werden. Als größte Ehre aber gilt es einer der besten 5 Clans insgesamt zu sein. Diese Clans erhalten ein goldenes Armband, welches mit Feuer bestückt ist.

Zweimal pro Woche gibt es einen großen Kampf um eine Burg, in der jeder Clan ab Grade 3 teilnehmen kann. Der Clan, der diese Burg besitzt, hat das Recht die Steuern zu erhöhen und somit den Gewinn für sich zu beanspruchen. Bei dieser Art von PvP finden Massenschlachten mit hunderten von Spielern gegeneinander statt, ein Konzept, das sich vom instanzierten PvP, das aus anderen MMORPGs wie zum Beispiel WoW bekannt ist, unterscheidet.

Es werden manchmal Kämpfe Server gegen Server veranstaltet, welche dann über einen Livestream mitverfolgbar sind. Im Mai 2007 fand eine Weltmeisterschaft statt, in der die jeweils besten 300 Spieler eines Servers gegen andere Server kämpften. (USKO vs. JAPKO), (CNKO vs. KOKO) Sieger am Ende war JAPKO, das Japanische Knight Online. Das kann auch daran liegen, dass dieses Spiel dort schon fortgeschrittener ist.

## Rezeption
Das Spiel wird für seine intuitive Steuerung, seine übersichtliche Schnittstelle und seinen überschaubaren Schwierigkeitsgrad gelobt. Zudem ist das PvP-System eines der ausgereiftesten überhaupt. Es ist dem Spieler möglich, durch verschiedene Tastenkombinationen mehr Schaden zu machen. Häufig verwendet wird dabei die Tastenkombination: rr + Skill. Dadurch ruft man bei einem Gegner erst einen Grundschaden hervor und dann den Schaden, der von dem Skill ausgeht. Es ist also nicht nur erforderlich, lediglich den Skill zu drücken, sondern auch zu beweisen, dass man besonders gut darin ist, die verschiedenen Tastenkombinationen anzuwenden. Es gibt auch noch andere Tastenkombination, doch streitet man in der KO-Welt, welche am effektivsten ist. Andere Combos: wr+Skill, sr+Skill,e+Skill,wr+sr+Skill.
Jedoch werden die umständliche Installation, das häufig sehr lange Leveln eines Charakters, die manchmal nicht so gute Hilfe des „Customer Supports“ und die zum Teil langsam anlaufenden Aktionen gegen die zu gewissen Zeiten vielen Cheater und Goldfarmer bemängelt.